# Champagnier
Champagnier är en kommun i departementet Isère i regionen Auvergne-Rhône-Alpes i sydöstra Frankrike. Kommunen ligger i kantonen Vizille som tillhör arrondissementet Grenoble. År 2022 hade Champagnier 1 506 invånare.

## Befolkningsutveckling
Antalet invånare i kommunen Champagnier
Referens:INSEE